# Alan Bourne
Sir Alan George Barwys Bourne, KCB, DSO, MVO (* 25. Juli 1882; † 24. Juni 1967) war ein britischer General, der zuletzt zwischen 1939 und 1943 als Adjutant-General Kommandeur der Royal Marines war.

## Leben
Bourne  begann nach dem Schulbesuch eine Offiziersausbildung  und wurde nach deren Abschluss am 1. September 1899 als Leutnant Offizier der Royal Marine Artillery. 1909 wurde er Mitglied des Royal Victorian Order (MVO). Mit verschiedenen vorübergehenden Dienstgraden (Temporary Rank) oder in einem Brevet-Rang nahm er am Ersten Weltkrieg teil und bekam in dieser Zeit den Distinguished Service Order (DSO) verliehen. Er wurde am 16. Juni 1929 zum Oberstleutnant befördert. Er fungierte zwischen dem 5. April 1933 und dem 5. Oktober 1935 als stellvertretender Kommandeur (Assistant Adjutant-General) der Royal Marines. Nach seiner Beförderung zum Oberst am 5. Oktober 1935 war er zwischen dem 5. Oktober 1935 und 1938 Kommandant der Division der Royal Marines in Portsmouth sowie zugleich vom 31. März 1937 und dem 1. Oktober 1938 Adjutant (Aide-de-camp) von König Georg VI. 1937 wurde er Companion des Order of the Bath (CB).
Am 1. Oktober 1938 wurde Bourne zum Generalmajor befördert und löste am 2. Oktober 1939 General William Wellington Godfrey als Adjutant-General und somit als Kommandeur der Royal Marines ab. Diesen Posten hatte er bis zu seinem Eintritt in den Ruhestand nach 44 Dienstjahren 1943 inne, woraufhin General Thomas Hunton seine Nachfolge antrat. Zugleich fungierte er 1940 als Leiter der Abteilung für kombinierte Operationen im Kriegsministerium (War Office). Am 1. Juli 1941 wurde er zum Knight Commander des Order of the Bath geschlagen, so dass er fortan an den Namenszusatz „Sir“ führte. Er wurde am 31. Juli 1941 zum Generalleutnant befördert, ehe er am 26. Januar 1942 seine Beförderung zum General erhielt.